# Moinhos de vento de Montedor
Os Moinhos de vento de Montedor, também referidos como Moinhos de Vento no Lugar de Montedor e Moinho do Marinheiro e Moinho de Cima são dois moinhos de vento situados no lugar de Montedor, no município de Viana do Castelo, em Portugal.
Trata-se de dois moinhos construídos durante o século XIX, de planta circular e dois pisos. O Moinho do Marinheiro é o único moinho identificados com velas trapezoidais de madeira em funcionamento em Portugal. 
Em 1978 foram classificados como Imóvel de Interesse Público.
Um dos moinhos encontra-se totalmente operacional e integra o Núcleo Museológico dos Moinhos de Montedor.